# Felipe Reyes Cabanas
Felipe Reyes Cabanas (Còrdova, Andalusia, 16 de març de 1980), és un exjugador professional de bàsquet espanyol, guanyador de dues medalles olímpiques.

## Biografia
Va néixer el 16 de març de 1980 a la ciutat de Còrdova, capital de la província del mateix nom (Andalusia). És germà del també jugador de bàsquet Alfonso Reyes.
La temporada 2012-13 es va proclamar campió de la Lliga ACB (Lliga ACB 2012/13) amb el Real Madrid. Posteriorment va renovar amb l'equip madrileny fins al 2015.
El juliol de 2014 va ser inclòs pel seleccionador estatal Juan Antonio Orenga a la llista dels dotze jugadors que disputarien amb la selecció espanyola de bàsquet el Campionat del món de 2014.

## Carrera esportiva

### A nivell de clubs
| Anys            | Clubs                       | Lliga     |
| --------------- | --------------------------- | --------- |
| 1998-2004       | Club Baloncesto Estudiantes | Lliga ACB |
| 2004-actualitat | Real Madrid                 | Lliga ACB |

Amb l'Estudiantes ha aconseguit guanyar:
- 1 Copa del Rei: 2000

Amb el Reial Madrid ha aconseguit guanyar:
- 3 Lligues ACB: 2004/05, 2006/07 (Premi a l'MVP de la final de l'ACB 2006/07), Lliga ACB 2012/13 (Premi a l'MVP de la final de l'ACB 2012/13)
- 1 Copa ULEB: 2006/07
- 1 Copa del Rei: 2012

### Amb la selecció espanyola
Va participar, als 24 anys, en els Jocs Olímpics d'Estiu de 2004 realitzats a Atenes (Grècia), on va aconseguir guanyar un diploma olímpic en finalitzar setè en la prova masculina olímpica amb la selecció de bàsquet d'Espanya. En els Jocs Olímpics d'Estiu de 2008 realitzats a Pequín (República Popular de la Xina) va aconseguir la medalla de plata en perdre la final davant els Estats Units, un resultat que repetiria als Jocs Olímpics de Londres 2012, contra el mateix rival.
Al llarg de la seva carrera ha guanyat una medalla d'or en el Campionat del Món de bàsquet masculí i quatre medalles en el Campionat d'Europa, entre elles una d'or.